# Les Bordes (Yonne)
Pour les articles homonymes, voir Les Bordes.
Les Bordes sont une commune française située dans le département de l'Yonne, en région Bourgogne-Franche-Comté.

## Géographie

### Localisation
Située en forêt d'Othe, la commune est composée du village des Bordes, qui regroupe la moitié de la population de la commune, et d'une quinzaine de hameaux : Jumeau,  Bois Bourdin, La Grainerie, Tuilerie, La Terre au Pot, La Métaierie, La  Borde Jean-Jalmain, Maurepas, La Fontaine, Villefroide, la Grange aux Malades, Clos Aubry ..., situés sur la rive droite du ru Saint-Ange qui traverse le village.
Le territoire de la commune est limitrophe de ceux de six communes : 
| Véron                | Malay-le-Grand | Noé     |
|                      | Bordes         | Vaumort |
| Villeneuve-sur-Yonne |                | Dixmont |

### Climat
Pour des articles plus généraux, voir Climat de la Bourgogne-Franche-Comté et Climat de l'Yonne.
En 2010, le climat de la commune est de type climat océanique dégradé des plaines du Centre et du Nord, selon une étude du Centre national de la recherche scientifique s'appuyant sur une série de données couvrant la période 1971-2000. En 2020, Météo-France publie une typologie des climats de la France métropolitaine dans laquelle la commune est exposée à un climat océanique altéré et est dans la région climatique  Nord-est du bassin Parisien, caractérisée par un ensoleillement médiocre, une pluviométrie moyenne régulièrement répartie au cours de l’année et un hiver froid (3 °C). 
Pour la période 1971-2000, la température annuelle moyenne est de 10,9 °C, avec une amplitude thermique annuelle de 15,8 °C. Le cumul annuel moyen de précipitations est de 744 mm, avec 11,8 jours de précipitations en janvier et 7,5 jours en juillet. Pour la période 1991-2020, la température moyenne annuelle observée sur la station météorologique de Météo-France la plus proche, « Sens », sur la commune de Sens à 13 km à vol d'oiseau, est de 11,9 °C et le cumul annuel moyen de précipitations est de 644,7 mm. 
La température maximale relevée sur cette station est de 42,4 °C, atteinte le 25 juillet 2019 ; la température minimale est de −22,6 °C, atteinte le 14 février 1956,,. 
Les paramètres climatiques de la commune ont été estimés pour le milieu du siècle (2041-2070) selon différents scénarios d'émission de gaz à effet de serre à partir des nouvelles projections climatiques de référence DRIAS-2020. Ils sont consultables sur un site dédié publié par Météo-France en novembre 2022.

### Milieux naturels et biodiversité
La commune inclut une zone naturelle d'intérêt écologique, faunistique et floristique (ZNIEFF) :
- la ZNIEFF de la forêt d'Othe et ses abords[8], qui englobe 29 398 ha répartis sur 21 communes[9]. Le milieu déterminant est la forêt ; on y trouve aussi eaux douces stagnantes, landes, fruticées, pelouses et prairies.

## Urbanisme

### Typologie
Au 1er janvier 2024, Les Bordes sont catégorisées commune rurale à habitat dispersé, selon la nouvelle grille communale de densité à sept niveaux définie par l'Insee en 2022.
Elle est située hors unité urbaine. Par ailleurs la commune fait partie de l'aire d'attraction de Sens, dont elle est une commune de la couronne,. Cette aire, qui regroupe 65 communes, est catégorisée dans les aires de 50 000 à moins de 200 000 habitants,.

### Occupation des sols
L'occupation des sols de la commune, telle qu'elle ressort de la base de données européenne d’occupation biophysique des sols Corine Land Cover (CLC), est marquée par l'importance des territoires agricoles (53,9 % en 2018), une proportion sensiblement équivalente à celle de 1990 (54,1 %). La répartition détaillée en 2018 est la suivante : 
terres arables (46,9 %), forêts (43,1 %), prairies (3,8 %), zones agricoles hétérogènes (3,2 %), zones urbanisées (1,8 %), milieux à végétation arbustive et/ou herbacée (1,2 %). L'évolution de l’occupation des sols de la commune et de ses infrastructures peut être observée sur les différentes représentations cartographiques du territoire : la carte de Cassini (XVIIIe siècle), la carte d'état-major (1820-1866) et les cartes ou photos aériennes de l'IGN pour la période actuelle (1950 à aujourd'hui).

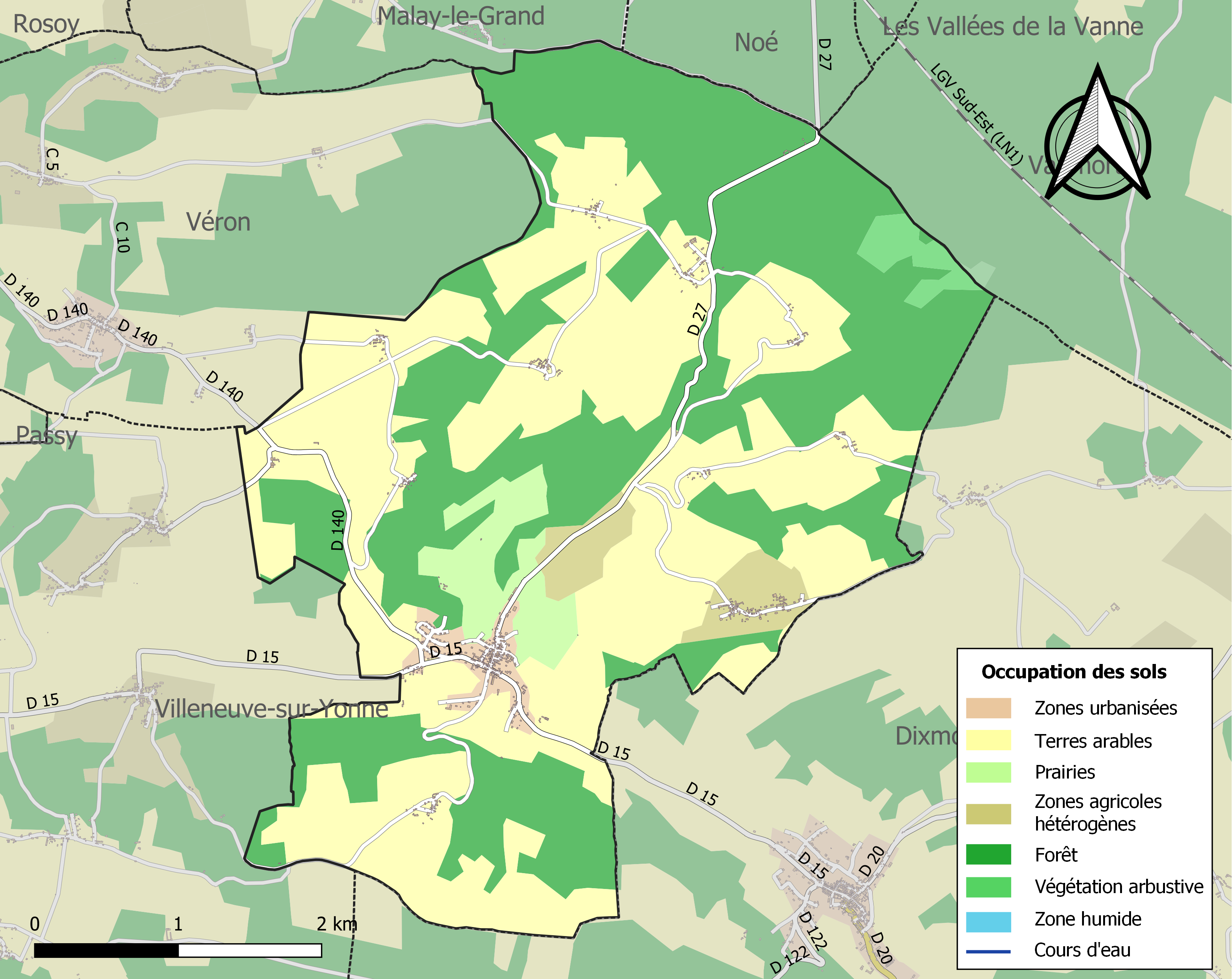
Carte des infrastructures et de l'occupation des sols de la commune en 2018 (CLC).

## Toponymie
Borde « cabane, maisonnette, métairie » est un mot d’origine germanique (francique bort « planche », d’où borda « cabane » en latin tardif), désignant d’abord la maison isolée, puis des hameaux.

## Histoire
La fréquentation du territoire à l'époque protohistorique est attestée par la présence de mégalithes à la Roche au Diable.
Maximilien Quantin, cartulaire général de l’Yonne en 1860, mentionne la seule forme ancienne de « Les Bordes » : Capella Bordae de Dimone (1257). Le fief des Bordes fut partie intégrante de Dimon jusqu'à la Révolution française. L’église des Bordes fut bâtie au XIIIe ou XIVe siècle et dépendait alors du prieuré de l'Enfourchure, monastère médiéval des moines de l’ordre de Grandmont.
La vingtaine de hameaux autour du village sont issus du mitage effectué dès la fin du Moyen Âge sur la foret d’Othe au fil du temps et des besoins en bois de chauffage, notamment pour les tuileries locales, et en bois de charpente, notamment pour les étais des mines de fer de la région.
Avant la Révolution française, le village et une partie des hameaux composaient ce qu’on appelait les Hautes-Censives de Dimon. En 1789, la commune des Bordes est créée, détachée de Dimon.

## Politique et administration

### Élections municipales et communautaires

#### Liste des maires
| Période                                  | Période     | Identité           | Étiquette | Qualité |
| ---------------------------------------- | ----------- | ------------------ | --------- | ------- |
| Les données manquantes sont à compléter. |             |                    |           |         |
| 1899                                     | 1907        | Amédée Senange     |           |         |
| 1907                                     | 1908        | Clodomir Rallu     |           |         |
| 1908                                     | 1912        | Célestin Châtelain |           |         |
| 1912                                     | 1924        | Amédée Senange     |           |         |
| 1924                                     | 1937        | Clovis Gaujard     |           |         |
| 1937                                     | 1953        | René Châtelain     |           |         |
| 1953                                     | 1963        | Arthur Soulié      |           |         |
| 1963                                     | 1971        | Louis Pairon       |           |         |
| 1971                                     | 1995        | Pierre Rallut      |           |         |
| 1995                                     | 1998        | Marc Ferry         |           |         |
| 1998                                     | mars 2008   | Daniel Pathier     |           |         |
| mars 2008                                | mars 2014   | François Grebot    |           |         |
| mars 2014                                | 18 mai 2020 | Claude Hauer       |           |         |
| 18 mai 2020                              | En cours    | Sylvie Adam        |           |         |

## Population et société

### Démographie
L'évolution du nombre d'habitants est connue à travers les recensements de la population effectués dans la commune depuis 1793. Pour les communes de moins de 10 000 habitants, une enquête de recensement portant sur toute la population est réalisée tous les cinq ans, les populations de référence des années intermédiaires étant quant à elles estimées par interpolation ou extrapolation. Pour la commune, le premier recensement exhaustif entrant dans le cadre du nouveau dispositif a été réalisé en 2005.

En 2022, la commune comptait 553 habitants, en évolution de +0,36 % par rapport à 2016 (Yonne : −1,95 %, France hors Mayotte : +2,11 %).
| 1793 | 1800 | 1806 | 1821 | 1831 | 1836 | 1841 | 1846 | 1851 |
| ---- | ---- | ---- | ---- | ---- | ---- | ---- | ---- | ---- |
| 519  | 619  | 564  | 609  | 615  | 638  | 633  | 696  | 750  |

| 1856 | 1861 | 1866 | 1872 | 1876 | 1881 | 1886 | 1891 | 1896 |
| ---- | ---- | ---- | ---- | ---- | ---- | ---- | ---- | ---- |
| 692  | 744  | 752  | 751  | 822  | 797  | 787  | 740  | 700  |

| 1901 | 1906 | 1911 | 1921 | 1926 | 1931 | 1936 | 1946 | 1954 |
| ---- | ---- | ---- | ---- | ---- | ---- | ---- | ---- | ---- |
| 690  | 605  | 561  | 477  | 452  | 445  | 444  | 430  | 396  |

| 1962 | 1968 | 1975 | 1982 | 1990 | 1999 | 2005 | 2006 | 2010 |
| ---- | ---- | ---- | ---- | ---- | ---- | ---- | ---- | ---- |
| 348  | 342  | 302  | 411  | 426  | 430  | 478  | 486  | 531  |

| 2015 | 2020 | 2022 | - | - | - | - | - | - |
| ---- | ---- | ---- | - | - | - | - | - | - |
| 546  | 538  | 553  | - | - | - | - | - | - |

## Culture locale et patrimoine

### Lieux et monuments
- Le site mégalithique de la Roche au diable. Disposition de blocs de granit monumentaux en cercle du type cromlech : certaines de ces roches creusées en foyer ou en « baignoire » ont été l'objet de rites et de superstitions jusqu'au siècle dernier. Ce site, actuellement non aménagé, et donc non protégé, est utilisé tour à tour comme lieu de pique-nique, comme site de rencontre sportive ou comme lieu de regroupement de rallye auto ou moto...

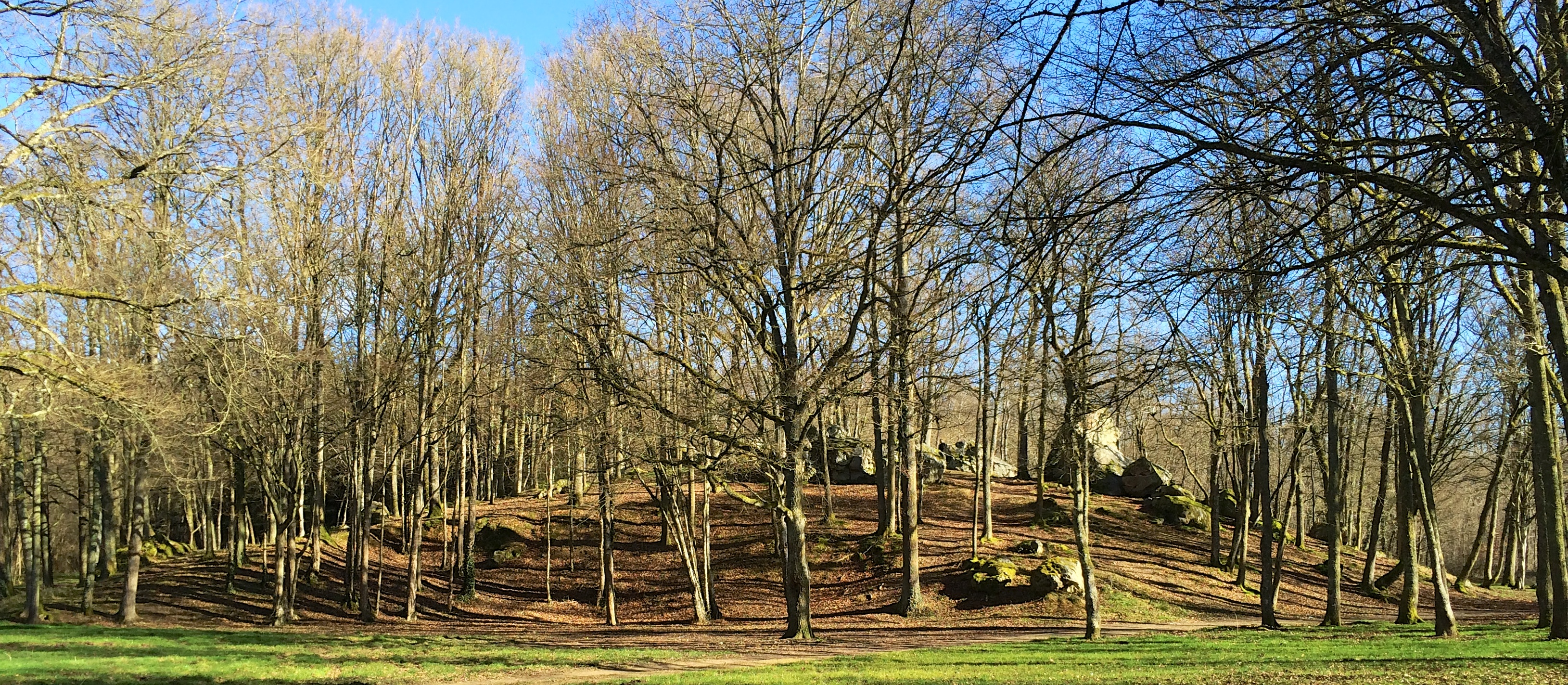
La Roche au Diable.
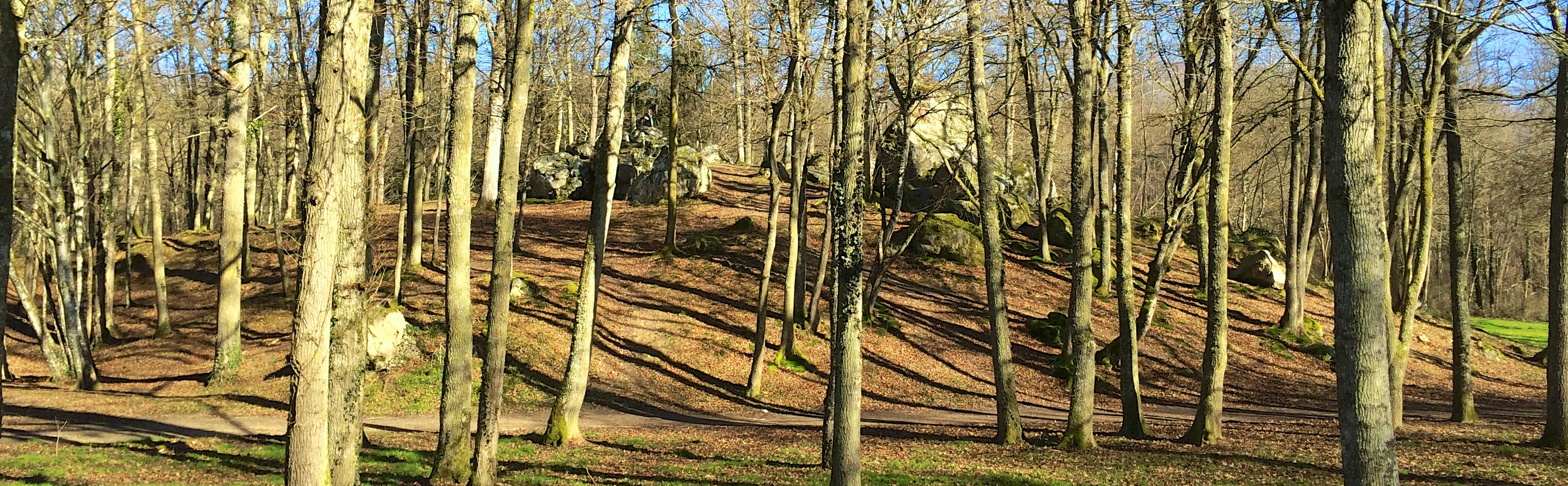
La Roche au Diable.

- Le moulin à vent des Bordes (datation supposée : XVe ou XVIe siècle), moulin auquel a été ajoutée une extension dans les années 1960.
- L'église Saint-Pierre, église bâtie au XIIIe ou XIVe siècle et appartenant au gothique primaire ou secondaire par ses contreforts rectangulaires dans la manière de Cîteaux et par les arcades en ogive de ses baies.
- Le lavoir.

### Personnalités liées à la commune
- Bénigne Dauvergne de Saint-Mars,  propriétaire des censives des Bordes et du château de Dixmont à partir de 1680, et des droits de la châtellenie royale (1703). Mousquetaire à la première compagnie de mousquetaires de la Garde (1650) et gouverneur de plusieurs prisons importantes dont la Bastille à Paris (1698).

## Pour approfondir